# Elachisina globuloides
Elachisina globuloides is een slakkensoort uit de familie van de Elachisinidae. De wetenschappelijke naam van de soort is voor het eerst geldig gepubliceerd in 1972 door Warén.